# Carlos das Neves
Carlos das Neves, né le 20 juin 1953, est un historien et homme politique santoméen.

## Biographie
Carlos Filomeno Azevedo Agostinho das Neves naît en 1953. Il commence ses études à l'Université de Lisbonne au Portugal, et devient titulaire d'un baccalauréat en histoire ainsi que d'une maitrise, aussi en histoire. Sa thèse, Sao Tomé-et-Principe dans la seconde moitié du XVIIIe siècle, est publiée en 1989.
Carlos Neves participe au mouvement indépendantiste au sein de l'Association civique pro-MLSTP. Après l'indépendance, un régime marxiste à parti unique est mis en place avec Manuel Pinto da Costa à sa tête. Après l'avènement du multipartisme et la démission de da Costa, il participe à la scission vers l'Action démocratique indépendante (ADI) en 1994.
En 2001, Carlos Neves est secrétaire général de l'ADI, avant de faire de nouveau scission avec le président en place Fradique de Menezes et de fonder le Mouvement pour les forces de changement démocratique - Parti libéral (MDFM-PL) en 2001. Cependant, des divergences politiques avec de Menezes lui font quitter le nouveau parti pour en créer un nouveau avec des scissionnaires de l'ADI, l'Union des démocrates pour la citoyenneté et le développement (UDD, alors Union pour la démocratie et le développement),.
Élu député de la coalition MDFM-PCD, pour la VIIe législature de 2002 à 2006, Carlos Neves est vice-président de l'Assemblée nationale en 2003 sous la présidence de Dionísio Dias (MLSTP-PSD). Il est dispensé durant le coup d'État du militaire Fernando Pereira du 16 au 23 juillet 2003.
Il est nommé par le président de la République Manuel Pinto da Costa — réélu en 2011 — représentant auprès des Nations unies en 2012. Il propose ses lettres de créances pour devenir ambassadeur aux États-Unis à Barack Obama le 3 décembre 2013 avant d'être disculpé de ce mondat le 21 janvier 2017 par le nouveau président Evaristo Carvalho.
Carlos Neves est élu en août 2018 président de l'Union MDFM-UDD, une organisation politique regroupant les membres du MDFM-PL et ceux de l'UDD, créée à l'occasion des élections législatives de la même année. Il en est le candidat à l'élection présidentielle de 2021.

## Détail des mandats et fonctions
- 1991-1994 : ambassadeur de Sao Tomé-et-Principe au Portugal
- 1992-1994 : ambassadeur de Sao Tomé-et-Principe en Espagne
- 1991-1998 : président de la Commission des affaires économiques de l'Assemblée nationale
- 2004-2006 : président de la Commission du pétrole et du gaz
- 2002-2006 : vice-président de l'Assemblée nationale
- 2004-2006 : conseiller de l'Assemblée nationale
- 2008-2009 : conseiller de l'Assemblée nationale
- ?-2012 : directeur du département administratif et des relations publiques de l'Agence nationale du pétrole
- septembre 2012 - ? : représentant permanent de Sao Tomé-et-Principe auprès des Nations unies
- 2013 - 21 janvier 2017 : ambassadeur de Sao Tomé-et-Principe aux États-Unis